# Tertio Millennio Adveniente

Brasão de João Paulo II

Tertio Millennio Adveniente (em latim "À medida que o terceiro milênio se aproxima") é uma carta apostólica do Papa João Paulo II, promulgada em 10 de novembro de 1994, relativa à preparação para o Grande Jubileu do Ano 2000 e ao início do terceiro milênio da era cristã. 
Na carta, o Papa se dirigiu a bispos, padres, diáconos, religiosos e todos os fiéis. 
O documento consiste em cinco capítulos: 
1. Jesus Cristo ontem e hoje (Hebreus 13,8)
2. Jubileu do ano 2000
3. Preparação do Grande Jubileu
4. Preparação imediata
5. Jesus Cristo é o mesmo para sempre (Hb 13,8)

Em relação à preparação direta, João Paulo II especificou três fases. A primeira fase foi uma fase de preparação prévia para reviver no povo cristão a consciência do valor e significado do Jubileu do Ano 2000 na história da humanidade. A segunda fase deveria ser caracterizada por uma reflexão trinitária sobre Jesus Cristo, o Espírito Santo e Deus Pai. A preparação incluiria um exame de consciência. A terceira fase seria a celebração do próprio ano 2000.
A celebração do Grande Jubileu estava planejada para ocorrer na Terra Santa, em Roma e em todas as Igrejas locais em todo o mundo.